# Holocnemus
Holocnemus je rod pavouků z čeledi třesavkovití (Pholcidae).

## Popis
Holocnemus je rod pavouků z čeledi třesavkovití. V Česku se vyskytuje jeden druh: třesavka jižní (Holocnemus pluchei). Samci a samice se vyznačují tmavými znaky na stehnech a holeních.

## Druhy
- Holocnemus pluchei (třesavka jižní)
- Holocnemus caudatus
- Holocnemus hispanicus
- Holocnemus reini[4]